# Madhugiri
Madhugiri (o Maddagiri) è una città dell'India di 26.351 abitanti, situata nel distretto di Tumkur, nello stato federato del Karnataka. In base al numero di abitanti la città rientra nella classe III (da 20.000 a 49.999 persone).

## Geografia fisica
La città è situata a 13° 39' 38 N e 77° 12' 33 E e ha un'altitudine di 786 m s.l.m..

## Società

### Evoluzione demografica
Al censimento del 2001 la popolazione di Madhugiri assommava a 26.351 persone, delle quali 13.645 maschi e 12.706 femmine. I bambini di età inferiore o uguale ai sei anni assommavano a 2.792, dei quali 1.459 maschi e 1.333 femmine. Infine, coloro che erano in grado di saper almeno leggere e scrivere erano 18.988, dei quali 10.530 maschi e 8.458 femmine.